# Metropis nebrodensis
Metropis nebrodensis är en insektsart som beskrevs av D'urso och Asche 1984. Metropis nebrodensis ingår i släktet Metropis och familjen sporrstritar.
Artens utbredningsområde är Spanien. Inga underarter finns listade i Catalogue of Life.